# 金子雅弘
金子 雅弘（かねこ まさひろ、男性、1964年（昭和39年）7月13日 - ）は、日本の空手家（八段）。東京都大田区出身。極真武道空手連盟 極真拳武會の会長、代表理事。

## 略歴
- 1982年 4月、極真会館東京城南支部（廣重毅支部長）に入門。
- 1985年 初段取得。
- 1990年 極真会館(大山倍達総裁)第7回ウェイト制中量級ベスト8
- 1990年 極真会館(大山倍達総裁)第22回全日本大会ベスト16
- 1993年 大井町道場を開設。
- 1993年 三段取得。
- 1997年 極真会館（松井派）オーストラリア大会中量級 優勝
- 1998年 四段位へ昇段。
- 1999年 極真会館(松井派)第16回全日本ウェイト制空手道選手権大会　中量級3位入賞
- 2003年 極真館 城南品川支部 支部長に就任。
- 2005年 五段位に昇段。
- 2016年 12月、極真館を退会。
- 2017年 2月、極真館を自主退会した廣重毅が、新たに設立した「一般社団法人 極真武道空手連盟 極真拳武會」に合流し、支部長を務める[3]。
- 2018年 5月、理事選出において、故・廣重毅の意思を継ぐ組織の代表として、全支部長の賛成をうけ新会長に選出される。
- 現在では、後進の指導に当たるかたわら、世界各国からの指導要請を受け海外へ赴き活躍している。

## 人物
先代の廣重毅の最古参の弟子であり側近として、師が亡くなるまでその教えを守り続け、2018年4月18日、師の廣重毅没後、全員一致で二代目会長に推挙された。
数多くの極真の歴史に名を残す名選手を育て名伯楽と謳われた廣重の教えを守り、自身も愛弟子、藤井脩祐・藤井将貴を筆頭に多くのチャンピオンを育て上げてきている。
そして、その実績が認められ、2001年のポーランド支部を皮切りに、南アフリカ、ウクライナ、イラン、ロシア、ブルガリア、アメリカ、スイス、アルメリアなど各国から指導要請を受け、年に何度かは必ず指導のため海外へ赴き、まさに世界を股にかけ活躍している。その実績から、近年、極真拳武会の海外支部が飛躍的に増加し続けている。
現役時代の試合では、常に前向きな考えで試合に望み、極真カラテの開祖・大山倍達存命中の城南支部の黄金時代を支えた一人である。
また、その人柄から分裂した極真会派との交流も多く、今では派閥の壁を乗り越えて、他団体の試合にも選手たちを参加させて選手の質の向上に力を注いでいる。

## 関連人物
- 大山倍達
- 廣重毅